# 外星生物創造論
外星生物創造論、外星人創造論或外星人複製論，是一套創造論假說，指地球或其上生物、文明由外星生命所創造或帶來（通常並不否認演化）。這些假說除常出現在科幻小說和新興宗教外，亦有科學家研究這種假說的可行性。大眾電視廣播媒體亦有節目探討這種假說，如電視節目〈遠古外星人〉的第二集〈眾神與外星人〉。

## 支持人物
民間科學愛好者、1991年搞笑諾貝爾獎文學獎得主艾利希·馮·丹尼肯是大力支持、推廣者，在其書中以下列歐帕茲當成古代太空人的證據，如薩卡拉鳥證實古埃及有飛機、丹達臘之光證實古埃及有電燈、哥斯達黎加巨型石球是外星人的星球模型、伊卡黑石與阿坎巴羅雕像證實恐龍時代有人類、西藏曾住著外星人杜立巴族、摩亨佐-达罗與《摩訶波羅多》證實古印度人曾見過核武器。
撒迦利亞·西琴以寫有科幻小說系列作品《地球编年史》推廣他的主張－尼比魯碰撞，描寫來自尼比魯的外星種族阿努纳奇來地球采金矿，進而影響蘇美等古文明，以及未來尼比魯會復歸來破壞地球。

## 相信外星生物創造論的宗教
一些新兴宗教相信地球文明是由古代太空人創造出來。較著名的有雷爾教派和天堂之門。一些外星生物創造論者稱「星際聯邦宇宙大艦隊指揮官」阿斯塔正幫助地球人作心靈成長。

### 雷爾運動
雷爾運動認為“造物主”其實是另一個星球的科學家，他利用基因工程創造人類，而“造物主”的物種也是用此種方法被創造的，並且認為若能解決目前的人類問題，將來也能利用科技創造生命，成為下一個有智慧生命的造物主。該宗教支持研究克隆技術，以實現創造新生物的使命，因此同生物倫理學家互相敵對。

### 山達基
山達基教雖未直接聲稱外星人造人，但相信外星人在地球留下來的靈魂會依附在人類身體上。這也是人類出生即會患病和精神傷害的主要原因，且只有其天價的聽析課程可以使人的靈魂免受其影響。

## 科學界的看法與角度
从科学角度而言，不能全盘否定外星生物创造论的价值，合理的质疑是科学进步的动力。
从科学的角度而言，外星生物确实有可能创造新的物种。就拿人类来说，人类目前已经运用转基因、複製等生物工程技术创造了不少自然界原本不存在的生物。从理论上来说，人类有可能用生物工程的方法创造全新的物种，因此对这些全新的物种而言，人类就成为“造物主”。同样的道理，地球上的人类也有可能是外星生物创造的。
在科學世界，外星生物的題材長期引起關注，雖然一些科學家假設外星人創造地球文明，但目前主流研究因受限政治因素及學術資源等現實條件，多仍集中探討外太空環境是否有條件讓生物形成。
迄今，外星生物創造論並無任何公認的證據支持。然而憑藉諸如古文明的巨大遺蹟或超越大眾常識認知的古代技術等事物連結各式推論或假設情節，令相關外星傳說長久在坊間流傳。

### 有關外星生物存在及外星人到訪地球的可能性研究
根據美國國家安全局官方的一份解密文件的研究指出，銀河系中至少有1億的行星可以具備孕育生命的條件，包括有適合的溫度及化學條件。根據美國國家安全局另一份解密文件的研究指，所有UFO係騙局、或幻覺、或自然現象、或地球物體的假說，基乎是沒有可能。也有另一份解密研究則指出，有大量可靠可信的UFO的報告出現。

## 其他
在2002年，河南中州古籍出版社曾出版《破解〈山海經〉》 的書，聲稱黃帝是外星使者，創造了中華民族，成為一時熱話。
另外不少人認為宗教中的神，如上帝或佛祖其實是外星人。但此說法至今尚無明確實證根據，無神論者較傾向認為不存在。也有人認為外星人是未來人。

## 外部連結
- 加拿大中等生物教材里的外星人與飛碟 (討論)（页面存档备份，存于）
- 雷爾運動：無神論者的智慧設計（页面存档备份，存于）